# O heilges Geist- und Wasserbad, BWV 165
O heilges Geist- und Wasserbad (en español, Oh Espíritu Santo y baño de agua), BWV 165, es una cantata sacra de Johann Sebastian Bach. La compuso en Weimar para el domingo de Trinidad y dirigió la primera actuación el 16 de junio de 1715.
En 1714, cuando asumió el cargo de concertino en la corte de Weimar, Bach comenzó a componer cantatas de forma regular y escribía una al mes para representarlas en la Schlosskirche, la capilla del palacio ducal. O heilges Geist- und Wasserbad fue la primera compuesta con motivo del domingo de Trinidad, el día festivo que marca el final de la primera mitad del año litúrgico. El libreto del poeta de la corte Salomo Franck se basa en la lectura del evangelio sobre el encuentro de Jesús y Nicodemo. Tiene un contenido cercano al evangelio y conecta el concepto de la Trinidad con el bautismo.
La música se estructura en seis movimientos, alternados entre arias y recitativos, y la partitura es para un conjunto pequeño de cuatro partes vocales, cuerdas y bajo continuo. Las voces se combinan solo en la coral de cierre, la quinta estancia del himno de Ludwig Helmbold Nun laßt uns Gott dem Herren, que menciona las escrituras, bautismo y la eucaristía, en un resumen del tema de la cantata. Basado en el texto lleno de imágenes barrocas, Bach compuso un sermón musical, especialmente en los dos recitativos para bajo y consiguió contrastes expresivos. Dirigió la primera actuación y probablemente otra en el domingo de Trinidad finalizando su primer año como Thomaskantor en Leipzig el 4 de junio de 1724.

## Historia

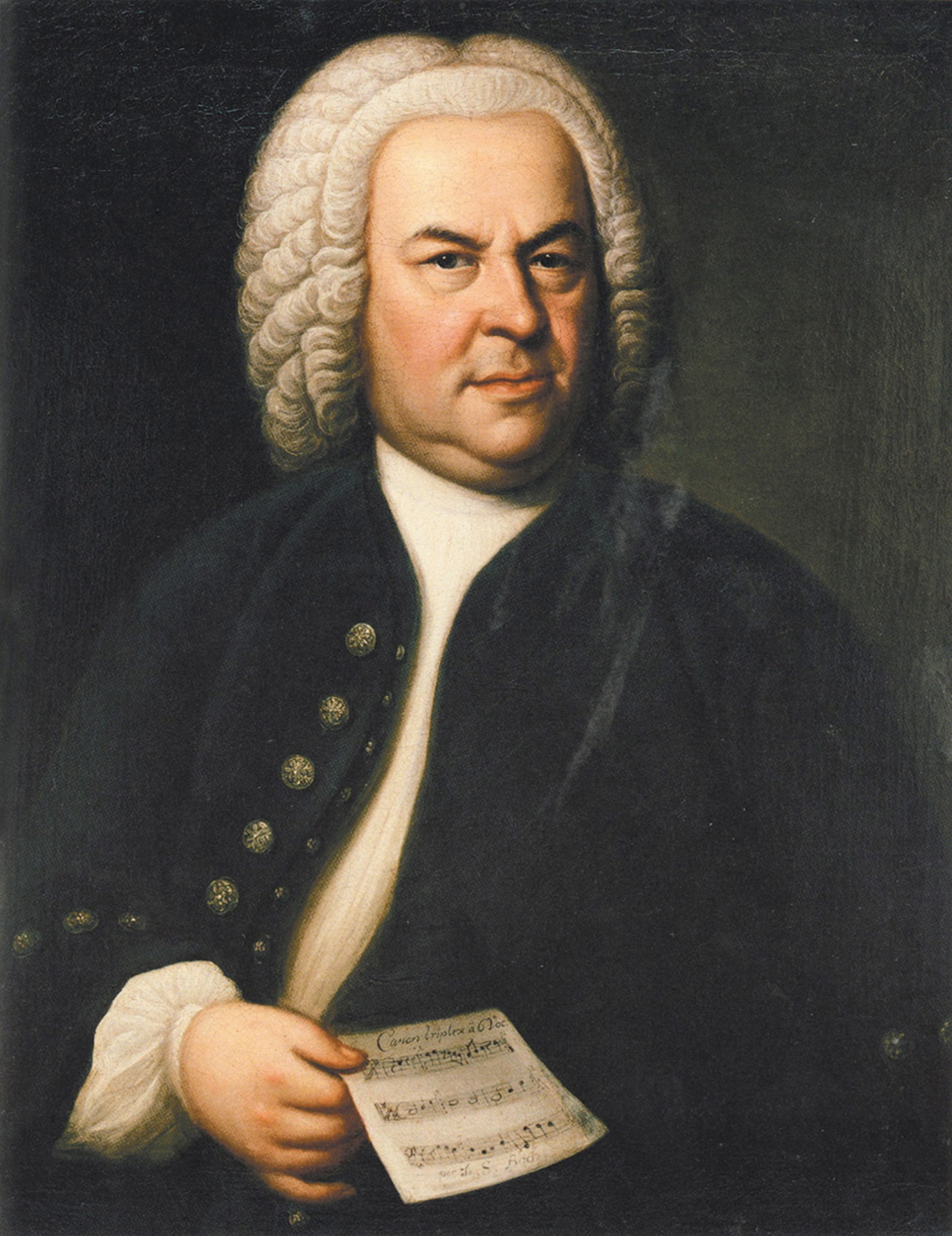
Johann Sebastian Bach, compositor de la cantata.

El 2 de marzo de 1714, Bach accedió al cargo de concertino de la Hofkapelle  de Weimar del correinado de los duques Guillermo Ernesto y Ernesto Augusto I de Sajonia-Weimar-Eisenach. Crearon el puesto para él, posiblemente a demanda suya, dándole «un orden de rango recién definido», según Christoph Wolff.
Desde 1695, por acuerdo se compartía la responsabilidad de la música sacra en la Schlosskirche entre el maestro de capilla Johann Samuel Drese, que se ocupaba de tres domingos al mes, y el vicemaestro de capilla Georg Christoph Strattner, que servía el otro restante. El patrón continuó probablemente desde 1704, cuando el hijo de Drese, Johann Wilhelm, sucedió a Strattner. Cuando el concertino Bach también asumió la principal responsabilidad de componer una cantata mensual, la carga de trabajo del maestro de capilla se redujo a dos domingos al mes.
Wolff describe el lugar de actuación en el tercer nivel de la iglesia de la corte, en alemán llamado Himmelsburg, como «agradable e íntimo», para un pequeño conjunto de voces y músicos. El elenco de las cantatas fue principalmente el grupo central de la Hofkapelle, formado por siete cantantes, tres líderes y otros cinco instrumentistas. Estaban disponibles intérpretes adicionales de la banda militar cuando era necesario y también músicos de la ciudad y cantantes del Gymnasium. Bach, como maestro de conciertos, probablemente dirigió las actuaciones como primer violinista, mientras que la parte del órgano era interpretada por estudiantes suyos como Johann Martin Schubart y Johann Caspar Vogler. Incluso en escenarios como los de música de cámara, incluía una sección continua fuerte con violonchelo, fagot y violines, además del instrumento de teclado.

### Cantatas mensuales de 1714 a 1715
Si bien Bach había compuesto música vocal solo para ocasiones especiales hasta su promoción, la oportunidad de componer e interpretar regularmente una nueva obra dio como resultado un programa en el que el compositor «se lanzó de todo corazón», como señala Christoph Wolff. En su primera cantata de la serie, Himmelskönig, sei willkommen, BWV 182, para la doble fiesta del Domingo de Ramos y la Anunciación, mostró su habilidad en una obra elaborada en ocho movimientos, cuatro partes vocales y, a veces, escritura instrumental en diez partes, y presentarse como solista de violín.
La siguiente tabla de obras realizadas por Bach como maestro de conciertos entre 1714 y finales de 1715 se basa en tablas de Wolff y Alfred Dürr. Según Wolff, O heilges Geist- und Wasserbad es la undécima composición de cantata de este período. Las obras contienen arias y recitativos, como en la ópera contemporánea, mientras que las cantatas anteriores se habían concentrado en el texto bíblico y el coral. Algunas, como Widerstehe doch der Sünde, BWV 54, pudo haberlas compuesto antes de lo mencionado.
| Fecha                    | Ocasión                                    | BWV | Íncipit                                       | Origen del texto |
| ------------------------ | ------------------------------------------ | --- | --------------------------------------------- | ---------------- |
| 25 de marzo de 1714      | Anunciación, Domingo de Ramos              | 182 | Himmelskönig, sei willkommen                  | ¿Franck?         |
| 21 de abril de 1714      | Domingo de júbilo                          | 12  | Weinen, Klagen, Sorgen, Zagen                 | ¿Franck?         |
| 20 de mayo de 1714       | Pentecostés                                | 172 | Erschallet, ihr Lieder                        | ¿Franck?         |
| 17 de junio de 1714      | Tercer domingo después de Trinidad         | 21  | Ich hatte viel Bekümmernis                    | ¿Franck?         |
| 15 de julio de 1714      | Séptimo domingo después de Trinidad        | 54  | Widerstehe doch der Sünde                     | Lehms            |
| 12 de agosto de 1714     | Undécimo domingo después de Trinidad       | 199 | Mein Herze schwimmt im Blut                   | Lehms            |
| 2 de diciembre de 1714   | Primer domingo de Adviento                 | 61  | Nun komm, der Heiden Heiland                  | Neumeister       |
| 30 de diciembre de 1714  | Domingo después de Navidad                 | 152 | Tritt auf die Glaubensbahn                    | Franck           |
| ¿24 de marzo de 1715?    | Cuaresma                                   | 80a | Alles, was von Gott geboren                   | Franck           |
| 31 de abril de 1715      | Pascua                                     | 31  | Der Himmel lacht! Die Erde jubilieret         | Franck           |
| 16 de junio de 1715      | Domingo de Trinidad                        | 165 | O heilges Geist- und Wasserbad                | Franck           |
| 14 de julio de 1715      | Cuarto domingo después de Trinidad         | 185 | Barmherziges Herze der ewigen Liebe           | Franck           |
| ¿6 de octubre de 1715?   | Decimosexto domingo después de Trinidad    | 161 | Komm, du süße Todesstunde                     | Franck           |
| ¿3 de noviembre de 1715? | Vigésimo domingo después de Trinidad       | 162 | Ach! ich sehe, itzt, da ich zur Hochzeit gehe | Franck           |
| 24 de noviembre de 1715  | Vigesimotercer domingo después de Trinidad | 163 | Nur jedem das Seine                           | Franck           |

## Análisis

### Temática

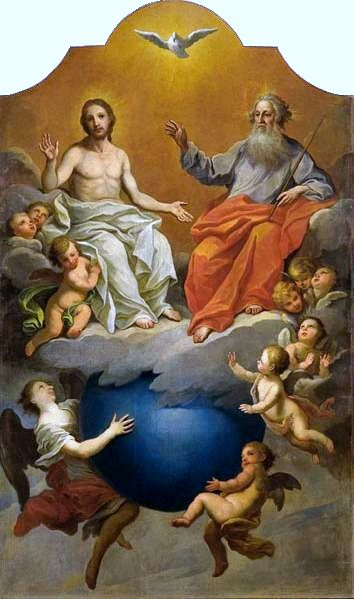
Johann Sebastian Bach compuso O heilges Geist- und Wasserbad para el domingo de Trinidad. Santísima Trinidad, obra de Szymon Czechowicz (1756–1758).

Bach compuso O heilges Geist- und Wasserbad para el Domingo de Trinidad, el domingo en el que concluye la primera mitad del año litúrgico. Las lecturas prescritas para el día fueron de la Epístola a los romanos, «Qué profundidad de riquezas de la sabiduría y el conocimiento de Dios» (Romanos 11:33-36), y del Evangelio de Juan, la reunión de Jesús y Nicodemo (Juan 3:1–15).
En Leipzig, compuso dos cantatas más para la ocasión del domingo de Trinidad que se centraron en diferentes aspectos de las lecturas, Höchsterwünschtes Freudenfest, BWV 194, en principio escrita para la inauguración de la iglesia y el órgano en Störmthal el 2 de noviembre de 1723, y Es ist ein trotzig und verzagt Ding, BWV 176 (1725); y la cantata coral Gelobet sei der Herr, mein Gott, BWV 129 (1726). Hay debate entre los académicos sobre si Bach interpretó Höchsterwünschtes Freudenfest u O heilges Geist- und Wasserbad o ambas el domingo de Trinidad de 1724, que cayó el 4 de junio.

### Texto
Salomo Franck, el poeta de la corte, escribió el libreto, el cual fue publicado en Evangelisches Andachts-Opffer en 1715. La apertura se refiere a las palabras de Jesús en Juan 3:5: «Excepto que un hombre nazca del agua y del Espíritu, no puede entrar en el reino de Dios» (Juan 3:5). El segundo movimiento, un recitativo, refleja el nacimiento en el Espíritu Santo como el bautismo por la gracia de Dios: «En el baño del Espíritu y el agua se convierte en un hijo de bendición y gracia». El tercer movimiento, un aria para alto, considera que el vínculo tiene que renovarse a lo largo de la vida, porque será roto por el hombre, reflejado en el cuarto movimiento. La última aria es una oración por la idea de que la muerte de Jesús trajo la salvación, denominada «Todes Tod» («muerte de la muerte»). La cantata concluye con la quinta estrofa del himno de Ludwig Helmbold de 1575, Nun laßt uns Gott dem Herren, mencionando las escrituras, el bautismo y la Eucaristía. Bach usó la octava y última estrofa de Nun laßt uns Gott dem Herren, «Erhalt uns in der Wahrheit» («Mantennos en la verdad»), para concluir su cantata Gott der Herr ist Sonn und Schild, BWV 79.
Craig Smith afirma que «Franck construye un conjunto de imágenes conmovedoras y poéticas para hablar sobre este difícil tema». La imagen de la serpiente se usa con varios significados: como la serpiente que sedujo a Adán y Eva a pecar en el paraíso, como el símbolo que Moisés erigió en el desierto y relacionado con el versículo 14 del evangelio: «Y cuando Moisés levantó a la serpiente en el desierto, así debe ser levantado el Hijo del hombre».

### Partitura y estructura
El título en la copia de Johann Christian Köpping es: «Concerto a 2 Violi: 1 Viola. Fagotto Violoncello SATe Basso e Continuo / di Joh: Seb: Bach» (Concierto para 2 violines, 1 viola. Fagot Violonchelo SAT y Bajo continuo / por Joh: Seb: Bach). La cantata en seis movimientos tiene partitura como música de cámara para cuatro solistas vocales (soprano, alto, tenor y bajo), un coro de cuatro partes (SATB) en la coral de cierre, dos violines (Vl), viola (Va), fagot (Fg), violonchelo (Vc) y bajo continuo (Bc). Se menciona el fagot, pero no tiene una parte independiente. La duración es de aproximadamente 15 minutos.
En la siguiente tabla de movimientos, la partitura sigue la Neue Bach-Ausgabe, y las abreviaturas para voces e instrumentos de la lista de cantatas. Las tonalidades y tiempos se toman del experto en Bach Alfred Dürr, usando el símbolo del tiempo común (). Los instrumentos se muestran por separado para vientos y cuerdas.
| N.º | Título                                   | Texto    | Tipo       | Vocal | Cuerdas     | Bajo  | Tonalidad            | Tiempo            |
| --- | ---------------------------------------- | -------- | ---------- | ----- | ----------- | ----- | -------------------- | ----------------- |
| 1   | O heilges Geist- und Wasserbad           | Franck   | Aria       | S     | 2Vl Va      | Fg Bc | sol mayor            | cuatro por cuatro |
| 2   | Die sündige Geburt verdammter Adamserben | Franck   | Recitativo | B     |             | Bc    | do menor - la menor  | cuatro por cuatro |
| 3   | Jesu, der aus großer Liebe               | Franck   | Aria       | A     |             | Bc    | do menor             | 12 8              |
| 4   | Ich habe ja, mein Seelenbräutigam        | Franck   | Recitativo | B     | 2Vl Va      | Fg Bc | si menor - sol mayor | cuatro por cuatro |
| 5   | Jesu, meines Todes Tod                   | Franck   | Aria       | SA    | 2Vl (unis.) |       | sol mayor            | cuatro por cuatro |
| 6   | Sein Wort, sein Tauf, sein Nachtmahl     | Helmbold | Coral      | SATB  | 2Vl Va      | Fg Bc |                      | cuatro por cuatro |

### Música

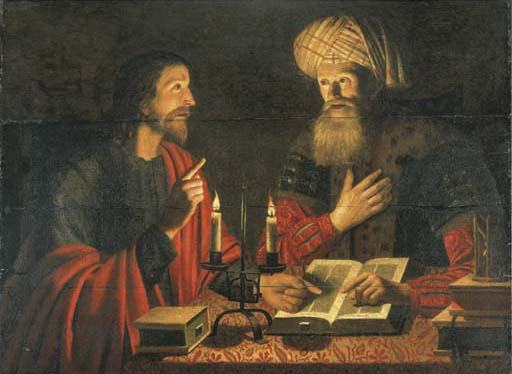
Jesús enseña a Nicodemo, de Crijn Hendricksz Volmarijn.

La cantata consta de movimientos solistas cerrados por una coral de cuatro partes. Las arias se alternan con dos recitativos, ambos cantados por el bajo. John Eliot Gardiner resume: «Es un verdadero sermón musical, basado en el relato evangélico de la conversación nocturna de Jesús con Nicodemo sobre el tema de la "nueva vida", enfatizando la importancia espiritual del bautismo». Destaca las muchas imágenes musicales del agua.

#### «O heilges Geist- und Wasserbad»
En la primera aria, «O heilges Geist- und Wasserbad» («Oh baño del Espíritu Santo y del agua»), el ritornello es una fuga, mientras que en las cinco secciones vocales, la soprano y el violín primero son un dúo en imitación del mismo material. Estas secciones están compuestas en simetría, A B C B' A'. El tema de B implica una inversión de material de A, el de C se deriva de la medida 2 del ritornello.

The prominent use made of formal schemes based on the principles of symmetry and inversion is in all probability intentional, serving as a symbol of the inner inversion of mankind — his rebirth in baptism.
El uso prominente que se hace de los esquemas formales basados en los principios de simetría e inversión es probablemente intencional y sirve como un símbolo de la inversión interna de la humanidad: su renacimiento en el bautismo.

#### «Die sündige Geburt verdammter Adamserben»
El primer recitativo, «Die sündige Geburt verdammter Adamserben» («El nacimiento pecaminoso de los herederos malditos de Adán»), es secco, pero varias frases están cerca de un arioso. El musicólogo Julian Mincham señala que Bach sigue de cerca el significado del texto, por ejemplo, por «dislocaciones rítmicas para la muerte y la destrucción», un cambio de armonía en «envenenado» y «el cambio completo de estado de ánimo ante la mención del bendito cristiano». Resume: «Aquí la ira y el resentimiento por la herencia del pecado supurante del hombre se contrasta con la paz y la alegría de la salvación dada por Dios».

#### «Jesu, der aus großer Liebe»
La segunda aria, «Jesu, der aus großer Liebe» («Jesús, por gran amor»), acompañado por el continuo, está dominada por un motivo expresivo con varios saltos hacia arriba de sexta, que se introduce en el ritornello y lo recoge la voz de alto en cuatro secciones. Mincham señala que «el estado de ánimo es serio y reflexivo, pero también decidido y calmadamente resuelto».

#### «Ich habe ja, mein Seelenbräutigam»
El segundo recitativo, «Ich habe ja, mein Seelenbräutigam» («Tengo de hecho, novio de mi alma»), está acompañado por las cuerdas (accompagnato), marcadas por el compositor «Rec: con Stroment» (Recitativo: con instrumentos). El musicólogo alemán Klaus Hofmann señala que el texto gira hacia el misticismo, reflejando el Novio, el Cordero de Dios y la serpiente en su doble significado. El texto se intensifica con varios melismas, una marca «adagio» en las palabras «Hochheilges Gotteslamm» («Santísimo Cordero de Dios») y por partes melódicas para los instrumentos. Gardiner señala que Bach tiene imágenes de la serpiente exhibida en el desierto por Moisés y el acompañamiento se desvanece en la última línea «wenn alle Kraft vergehet» («cuando toda mi fuerza se ha desvanecido»).

#### «Jesu, meines Todes Tod»
La última aria, «Jesu, meines Todes Tod» («Jesús, muerte de mi muerte»), es para tenor, acompañada de los violines al unísono, marcada como «Aria Violini unisoni e Tenore». La imagen de la serpiente aparece nuevamente, descrita por el compositor y musicólogo William G. Whittaker: «todo el obbligato para violines al unísono se construye a partir de la imagen del reptil que se dobla, se retuerce y zigzaguea, generalmente un símbolo de horror, pero en el discurso musical de Bach una cosa de belleza diáfana».

#### «Sein Wort, sein Tauf, sein Nachtmahl»

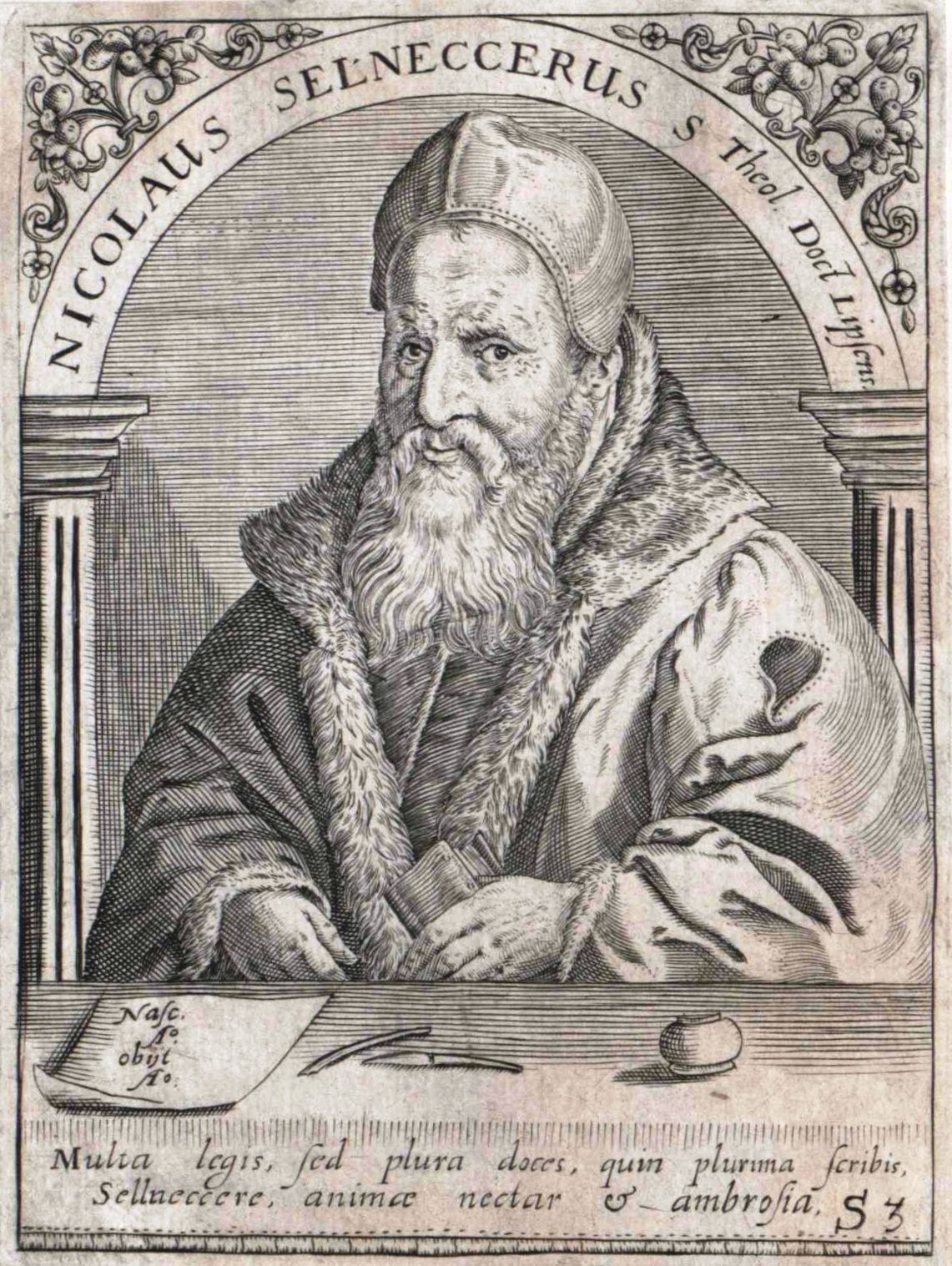
Nikolaus Selnecker, quien escribió la melodía del himno.

La cantata se cierra con un escenario de cuatro partes de la estrofa coral, «Sein Wort, sein Tauf, sein Nachtmahl» («Su palabra, Su bautismo, Su comunión»). El texto en cuatro líneas cortas resume que Jesús ayuda a los necesitados con sus palabras, su bautismo y su comunión, y termina en la oración que el Espíritu Santo puede enseñar a confiar fielmente en esto.

Sein Wort, sein Tauf, sein Nachtmahl

Dient wider allen Unfall,

der Heilge Geist im Glauben

lehr uns darauf vertrauen.
His Word, His Baptism, His Supper

Serve to protect us against all disaster,

May the Holy Spirit teach us

To rely upon this in faith.
Su Palabra, Su Bautismo, Su Cena

Sirve para protegernos de todo desastre.

Que el Espíritu Santo nos enseñe a

confiar en esto con fe.

La melodía del himno de Nikolaus Selnecker se publicó por primera vez en Leipzig en 1587 en el himnario Christliche Psalmen, Lieder vnd Kirchengesenge (Salmos cristianos, canciones y cantos de iglesias). Bach marcó el movimiento como: «Coral. Stromenti concordante», indicando que los instrumentos tocan colla parte con las voces.

## Representación y publicación
Bach dirigió la primera actuación de la cantata el 16 de junio de 1715 en Weimar pero el material de interpretación se perdió. El compositor interpretó la obra de nuevo como Thomaskantor en Leipzig. El material de actuación existente lo preparó su asistente Johann Christian Köpping. Es posible que el reestreno fuera el Domingo de Trinidad del primer año en el cargo de Bach, el 4 de junio de 1724, o que fuera para la conclusión de su primer año y primer ciclo de cantatas de Leipzig, porque había asumido el cargo el primer domingo después de Trinidad el año anterior. Presumiblemente realizó cambios menores.
La cantata se publicó en 1887 en Bach-Ausgabe, la primera edición de las obras completas del compositor realizada por Bach-Gesellschaft, en el volumen 33, editado por Franz Wüllner. En 1967, apareció la segunda edición de las obras completas, la Neue Bach-Ausgabe, editada por Dürr, con un Kritischer Bericht (informe crítico) en 1968.